# Phycus fulvus
Phycus fulvus är en tvåvingeart som beskrevs av Lyneborg 1978. Phycus fulvus ingår i släktet Phycus och familjen stilettflugor.
Artens utbredningsområde är Namibia. Inga underarter finns listade i Catalogue of Life.